# 土力工程
大地工程（英語：Geotechnical Engineering），又名岩土工程學、大地工程學，主要研究泥土構成物質的工程特性。土力工程師會研究從工地採集的泥土樣本和岩石樣本中的數據，然後計算工地上的建築所需的格構。地基、樁基礎、擋土牆、水壩、隧道等都是需要土力工程師為工程提供土力意見的建築項目。
土力工程可以細分為以下細項:
- 土壤力學 (Soil Mechanics)
- 基礎工程 (Foundation Engineering)
- 土壤動力學 (Soil Dynamics)
- 工程地質 (Engineering Geology)
- 岩石力學 (Rock Mechanics)
- 隧道工程 (Tunnel Engineering)
- 水土保持工程 (Soil and Water Conservation Engineering)

## 重要人物
莫若楫 博士
莫若礪 博士
歐晉德 博士

## 參看
- 土木工程學
- 土地測量
- 土力学

## 外部連結

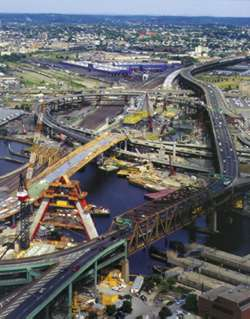
波士顿大开掘（The Big Dig）大地工程

- Worldwide Geotechnical Literature Database